# Тайцы (станция)
Та́йцы — железнодорожная станция Октябрьской железной дороги в Гатчинском районе Ленинградской области на линии Санкт-Петербург — Гатчина-Балтийская. Расположена в центре посёлка Тайцы.
Станция является разъездом на однопутном участке Красное Село — Гатчина-Балтийская линии Санкт-Петербург — Лигово — Гатчина-Балтийская.
На станции имеется зал ожидания с кассами по продаже билетов.
На станции останавливаются все проходящие через неё пригородные поезда.
В 1936 году через станцию прошла электрификация участка Красное Село - Тайцы, а в 1937 году была протянута контактная сеть до ст. Гатчина-Пассажирская-Балтийская. Напряжение в контактной подвеске тогда составляло 1,5 кВ постоянного тока.
В 1948 году движение электросекций было восстановлено после разрушений в результате боевых действий.
В 1966 году станция была переведена на напряжение 3,3 кВ в составе участка Лигово - Гатчина-Пассажирская-Балтийская.

## Описание
На станции 3 пути, одна боковая платформа, расположенная у здания вокзала, и одна островная. На островной платформе производится посадка-высадка пассажиров только из электропоездов, прибывших на второй путь. Из электропоездов, прибывших на первый путь, посадка-высадка производится только на боковую платформу.
В южной горловине станции имеется подъездной путь на путевую базу с вытяжным тупиком, а в северной — подъездной путь к эстакаде, а также железнодорожный переезд.

## Фотогалерея
| - Общий вид станции - Вид на юг - Вид на север - Вид на здание вокзала со второй платформы |

## Автобусы
У станции расположены остановки автобусных маршрутов:
- № 517 Гатчина — Тайцы
- № 546 Санкт-Петербург — Хвойный — Тайцы
- К-631 Гатчина — Санкт-Петербург

### Расписание
- Расписание пригородных поездов. Яндекс.Расписания.
- Расписание пригородных поездов на tutu.ru